# Barbara Naegelin
Barbara Naegelin (* 1967 in Venezuela, lebt und arbeitet in Basel) ist eine Schweizer Installations-, Performance- und Videokünstlerin. Sie war Teil verschiedener Musikperformancegruppen wie der Band Les Reines Prochaines und Butch & Baumann.

## Leben
Barbara Naegelin absolvierte 1989–1993 die Schule für Gestaltung Luzern und studierte dort Freie Kunst, machte von 1999 bis 2002 den Bachelor an der Hochschule für Gestaltung und Kunst Basel in Bildende Kunst/Medienkunst und erwarb 2012–2015 den Master an der Zürcher Hochschule der Künste in Transdisziplinarität, wo sie auch unterrichtet.

## Werk
Sie war Teil zahlreicher Ausstellungen, Aktionen und Projekte in der Schweiz und im Ausland, hat viele Soloperformances erarbeitet und gezeigt. Barbara Naegelins Arbeiten spielen mit aktuellen und persönlichen Themen, Künstlerbildern und Geschlechterrollen, populärer Forschung, Elementen aus der Unterhaltungsindustrie und der Musikkultur, die sie mit den Bewegungen und Dimensionen ihrer Person und dem Rahmen der Medien selbst in Spannungsverhältnisse bringt. Barbara Naegelin sucht die Zusammenarbeit, arbeitet aber auch gerne solo mit Videos und in Performances. 1997 war sie Mitverfasserin des Ersten Manifests grosser und angesehener Künstlerinnen. Sie war 2002–2008 Teil der Performancemusikgruppe Les Reines Prochaines, die mit wechselnder Besetzung – Muda Mathis, Fränzi Madörin und Pipilotti Rist, Gabi Streiff, Sus Zwick, Sibylle Hauert, Michèle Fuchs und Barbara Naegelin – auftritt. Als international bekannte Bande aus Basel formierten sie sich während der Jugend- und Frauenbewegung der 1980er mit der Intention, traditionelle Kunst- und Geschlechtergrenzen zu hinterfragen. 2001 gründete sie zusammen mit Iris Beatrice Baumann & Tina Z'Rotz Butch&Baumann, eine Musikperformancegruppe die im Basler Kunstkontext sehr bekannt wurde und bis 2011 aktiv war.
Barbara Naegelin ist Künstlerin, Musikerin, Organisatorin, Kuratorin und Dozentin.

## Auszeichnungen
- 2002 TPC CreaTVty Award
- 2003 Werkbeitrag Kanton Luzern
- 2003 Atelierstipendium iaab, Basel, Montréal, Kanada
- 2004 Projektbeitrag Kunstkredit Basel-Stadt für Performance
- 2007 Werkbeitrag Kunstkredit Basel-Stadt
- 2009 Förderbeitrag Performance-Wettbewerb Kunstkredit Basel-Stadt für Performance
- 2011 Projektbeitrag Fachausschuss Film/Video/Multimedia Basel-Stadt
- 2014/15 Projektbeitrag Kunstkredit Basel-Stadt (A Soap Opera Show Machine House)
- 2018 Atelierstipendium Berlin, Atelier Mondial, Basel
- 2019 Schweizer Performance Preis / Publikumspreis[3]: Manifesto Reflex Collective, mit Monika Dillier, Iris Ganz, Sibylle Hauert, Lysann König, Fränzi Madörin, Muda Mathis, Dorothea Mildenberger, Sarah Elena Müller, Barbara Naegelin, Chris Regn, Andrea Saemann, Dorothea Schürch, Sus Zwick.

## Performance (Auswahl)
- 1999 Es war einmal ein Viperlein (Focus Muda Mathis), Viper, Luzern
- 2009 Besame Mucho, Kunsthaus Baselland, Sicht auf das Original, Kunstkredit BS
- 2010 The Artist in the Art-Society, Now you’re projecting, Motorenhalle Dresden
- 2010 Song, Galería de Arte Del Infinito, Buenos Aires
- 2011 Butch&Baumann, Ausstellungsraum Klingental, Basel
- 2011 Klavier, Performance Art Network, Wien
- 2012 Is this me? Performancetage Giswil
- 2012 Stairway to Heaven, VIA Basel
- 2013 Notwunder, Performance zusammen mit Chris Regn, Kaskadenkondensator Basel
- 2015 The Prisoners Dilemma +- staged Bühnen-Performance in Zusammenarbeit mit David Kerman, Theaterhaus Gessnerallee, Zürich
- 2020 Bonus Track 06, Don't Push Me Cause I'm Close To The Edge, Die Performance-Ausgabe!, Kunsthaus Aussersihl, Zürich[4]

## Kunst am Bau und Projekte im öffentlichen Raum (Auswahl)
- 1995 Labyrinth, zusammen mit Maya Prachoinig, Siedlung Unterspitalhof, Emmen
- 2000 Bildschirmschoner, zusammen mit Muda Mathis, Kantonsschule Küssnacht/ZH, Bibliothek
- 2007 in utero, Video für Videoscreen, Letzigrund Stadion, Amt für Hochbauten, Sportstadion Letzigrund, Zürich
- 2013 Grosse Gefühle! Hier im Quartier! Audiowalks für ein Zürcher Stadtquartier in Zusammenarbeit (Dramaturgie) mit Ariane Andereggen und Suzanne Zahnd
- 2022/23 Das Projekt Erstes Manifest grosser und angesehener Künstlerinnen war im Rahmen der Ausstellung Fun Feminism täglich vom 16ten Dezember 2022 bis 19ten März 2023 zwischen 18 und 20 Uhr auf dem Lichtfries des Neubaus des Kunstmuseum Basel zu sehen.[5]
- 2023 Doce em Diciembre – Brazil Edition, Casa Franca – Brasil, Rio de Janeiro[6]

## Ausstellungen
- 1995 Fünf mal Fünf, Gruppenprojekt mit Lea Achermann, Anita von Ballmoos, Adriana Stadler und Maya Prachoinig, Ausstellungsraum o.T. Raum für aktuelle Kunst, Luzern
- 1995 0.7m3, Kunst am Bau, zusammen mit Maya Prachoinig, Môtiers Art en plein air
- 1997 Erstes Manifest grosser und angesehener Künstlerinnen, Kongress, Aktionen, Videos zusammen mit diversen Künstlerinnen
- 2001 Kaskadenkondensator, Basel / Galerie Mesaoo Wrede, Hamburg
- 2002 Boys, Kunstpanorama, Luzern; Kaskadenkondensator, Basel; shedhalle, Zürich
- 2005 Galérie La Centrale, Montréal
- 2005 Meine Chinesin zusammen mit der Künstlerinnengruppe Tischgespräche, o.T. Raum für aktuelle Kunst, Luzern
- 2005 Zweite Zeit, Kunstmuseum Luzern, o.T. Raum für aktuelle Kunst, Luzern., Luzern
- 2007 Top of Central Switzerland, Jahresausstellung, Kunstmuseum Luzern
- 2008 Die Glücksmaschine, zusammen mit der Künstlerinnengruppe Tischgespräche, Ausstellungsraum Klingental, Basel
- 2009 The Artist in the Art-Society, Kunsthalle Palazzo, Liestal
- 2010 The Artist in the Art-Society, Motorenhalle, Dresden
- 2011 Regionale, Haus für Elektronische Künste, Basel
- 2011 Ich ist eine Band, Ausstellungsraum Klingental, Basel Gruppenausstellungen und Aktionen (Auswahl)
- 2015/16 Komposition und Interpretation Film-Song für Quitt, Filmprojekt von Uri Urech
- 2016 Ding Unding Villa Renata, Basel
- 2016 Zerstreuung! o.T. Raum für aktuelle Kunst, Luzern
- 2018 LEGS Berlin, Performance mit Eliane Rutishauser, grüntaler9 Berlin
- 2020 Le Trou de Janvier, Wall and Stage, Zürich[7]
- 2021 INSTABIL II – Das Experiment – Der Beweis, Ausstellungsraum Klingental (ARK) in Basel[8]
- 2022 Cat’s Cradle, Kunsthalle Basel, Kunstkredit Basel-Stadt
- 2021 Doce en Diecembre – Basel Edition, teilnehmende Künstlerinnen Südamerika: Luján Funes, Buenos Aires, Argentina, Paola Junqueira, São Paulo, Brasil, Maja Lascano, Buenos Aires, Argentina, Belén Romero Gunset, Tucumán, Argentina, Jazmín Saidman, Buenos Aires, Argentina, Teilnehmende Künstlerinnen Schweiz: Monika Dillier, Basel, Gisela Hochuli, Bern, Barbara Naegelin, Basel, Chris Regn, Basel/Hamburg, Dorothea Rust, Zürich, Andrea Saemann, Kaskadenkondensator Basel[9]
- 2022 Ohren auf, Augen zu, Film ab, S11, Künstlerhaus Solothurn[10]
- 2022 Elf akustische Portraits, Villa Renata, Basel[11]
- 2023: Aussenvor und mittendrin, Johanneskirche Zürich, mit Eliane Rutishauser

## Ausstellungsprojekte / Kuratorische Tätigkeit
- 2014 A Soap Opera Show Machine House, transdisziplinäres Ausstellungsprojekt mit 10 Teilnehmenden, Villa Renata, Basel
- 2012 Salonlöwen im Porzellanladen, Ausstellungsprojekt mit 30 Teilnehmenden, zusammen mit Monika Feucht, Villa Renata, Basel

## Videos
- 2000 Darling Nikki, Sammlung neue Medien Baselland[12]
- 2001 Alleinunterhaltung
- 2002 balanced indifference
- 2003 Im Sonnenschein (Du bist, was Du denkst)
- 2004 so yellow
- 2004 Fly (Sad Capriccio)
- 2006 Die holde Gefährtin
- 2007 in utero, Sammlung neue Medien Baselland[13]
- 2007/8 Meine Soldatin
- 2007/8 Ich ist Du
- 2010/11 Es
- 2010/11 Ich ist Du
- 2010/11 Ich ist eine Band
- 2011 I think I thought I saw you try
- 2011 Ich weiss nicht mehr genau, wie das Gefühl zu dem Wort funktioniert, Sammlung neue Medien Baselland[14]
- 2015 Oh Iceland Oh
- 2016 Tapete, Version I